# Onoclea sensitiva
Onoclea sensitiva là một loài dương xỉ trong họ Onocleaceae. Loài này được L. mô tả khoa học đầu tiên..
Danh pháp khoa học của loài này chưa được làm sáng tỏ. 